# Марентино
Марентино (итал. Marentino) је насеље у Италији у округу Торино, региону Пијемонт.
Према процени из 2011. у насељу је живело 754 становника. Насеље се налази на надморској висини од 351 м.

## Становништво
Према резултатима пописа становништва 2011. у општини је живело 1.383 становника.
| 1936. | 1951. | 1961. | 1971. | 1981. | 1991. | 2001. | 2011. |
| ----- | ----- | ----- | ----- | ----- | ----- | ----- | ----- |
| 1.023 | 920   | 767   | 679   | 938   | 975   | 1.190 | 1.383 |